# Weedon Lois
Weedon Lois är en by i civil parish Weston and Weedon, i distriktet West Northamptonshire, i grevskapet Northamptonshire i England. Byn är belägen 10 km från Towcester. Weedon Lois var en civil parish fram till 1935 när blev den en del av Weston & Weedon. Civil parish hade 296 invånare år 1931. Byn nämndes i Domedagsboken (Domesday Book) år 1086, och kallades då Wedone.